# Dryadella ana-paulae
Dryadella ana-paulae là một loài thực vật có hoa trong họ Lan. Loài này được V.P.Castro, B.P.Faria & A.D.Santana mô tả khoa học đầu tiên năm 2004.